# 土堂站
土堂站位于中华人民共和国山西省太原市尖草坪区马头水乡，建于1979年。距太原站24公里，距镇城底站40公里。现为四等站。客运办理旅客乘降，行李、包裹托运；货运办理整车货物发到。